# A Batalha de Macul
A Batalha de Macul foi como ficou conhecida a histórica partida de volta da semi-final da Copa Libertadores da América de 1991, entre o Boca Juniors, da Argentina, e o Colo-Colo, do Chile. É considerado um dos duelos mais sangrentos da história da Libertadores. O jogo terminou com vários feridos e centenas de detidos pela briga, entre jogadores, torcedores e a polícia. Por conta disso, essa partida ganhou esta alcunha, em referência à comuna de Santiago em que está localizado o Estádio Monumental, local da partida.
Para intimidar os argentinos, o Colo Colo conseguiu infiltrar no campo torcedores disfarçados de fotógrafos e cameramen. Quando a equipe chilena fez o 3o gol, que lhe garantiria a classificação, estes torcedores camuflados invadiram o campo e a pancadaria rolou solta. O goleiro Navarro Montoya, do Boca, que fez cera o jogo inteiro, foi quem mais ficou nervoso, partindo pra cima dos jogadores e fotógrafos chilenos. A luta campal paralisou o jogo por mais de 10 minutos. A confusão só acabou quando um cão policial da raça pastor-alemão que trabalhava para a polícia de Santiago, chamado Ron, mordeu o glúteo direito de Navarro Montoya.
Por conta dessa cena, Ron virou o símbolo da classificação e da garra da equipe chilena. Nos dias seguintes ao triunfo, estampou capas de jornal, foi personagem de reportagens na TV, ganhou uma carteira de sócio do Colo-Colo e acabou alçado a mascote do clube.

## O Confronto

### Partida 1
Uma semana antes da Batalha de Macul, o Colo-Colo perdera a primeira partida da semifinal por 1 a 0 para o Boca Juniors, na Bombonera, e por isso precisava de uma remontada para continuar cavalgando o arredio sonho da inédita Libertadores para o futebol chileno.[carece de fontes?]
Ficha Técnica da Partida
| 16 de maio de 1991 | Boca Juniors       | 1:0 | Colo-Colo | Estadio La Bombonera, Buenos Aires                  |
|                    | Graciani 7' (pen.) |     |           | Público: 44 761 Árbitro: PAR Juan Francisco Escobar |

| Boca | Colo-Colo |

### A Batalha de Macul
| Colo-Colo | Boca |